# ヤマハ・MJ-FX
ヤマハ・MJ-FX（エムジェイ・エフエックス）とは、ヤマハ発動機が製造しているマリンジェットの船種名。通称はFX。シリーズ車種として現在、排気量998ccのMJ-FX Cruiserと、同1052ccのMJ-FX High Output、その改造版であるMJ-FX Cruiser High Outputが製造されている。

## MJ-FX Cruiser
主要諸元
- 全長：3.34m
- 全幅：1.23m
- 全高：1.24m
- 乾燥質量：392kg
- 定員：3名
- 燃料タンク容量（リザーブタンク含む）：70L
- リザーブタンク容量：-
- オイル容量：4.3L
- 呼称最大馬力 kW（PS）/rpm. USA表示馬力*：95.6(130/140*)-10,000

エンジン
- エンジンタイプ（ ストローク / 気筒）：4ストローク / 4気筒.5バルブ
- 排気量：990cm3
- ボア×ストローク：74×58mm
- 圧縮比：11.4：1
- 燃料供給方式：EFI※（電子制御式燃料噴射装置）
- 潤滑方式：ドライサンプ
- 冷却方式：水冷
- 燃料：無鉛レギュラーガソリン

## MJ-FX High Output
主要諸元
- 全長：3.37m
- 全幅：1.23m
- 全高：1.16m
- 乾燥質量：375kg
- 定員：3名
- 燃料タンク容量（リザーブタンク含む）：70L
- リザーブタンク容量：-
- オイル容量：4.5L
- 呼称最大馬力 kW（PS）/rpm. USA表示馬力*：104.5(142)-10,000

エンジン
- エンジンタイプ（ストローク/気筒）：4ストローク／4気筒.5バルブ
- 排気量：1,52cm3
- ボア×ストローク：76×58mm
- 圧縮比：11.9：1
- 燃料供給方式：EFI※(ELECTRONIC FUEL INJECTION)
- 潤滑方式：ドライサンプ
- 冷却方式：水冷
- 燃料：無鉛レギュラーガソリン

## MJ-FX Cruiser High Output
主要諸元
- 全長：3.37m
- 全幅：1.23m
- 全高：1.16m
- 乾燥質量：380kg
- 定員：3名
- 燃料タンク容量（リザーブタンク含む）：70L
- リザーブタンク容量：-
- オイル容量：4.5L
- 呼称最大馬力 kW（PS）/rpm. USA表示馬力*：104.5(142)-10,000

エンジン
- エンジンタイプ（ストローク／気筒）：4ストローク／4気筒.5バルブ
- 排気量：1,52cm3
- ボア×ストローク：76×58mm
- 圧縮比：11.9：1
- 燃料供給方式：EFI※(ELECTRONIC FUEL INJECTION)
- 潤滑方式：ドライサンプ
- 冷却方式：水冷
- 燃料：無鉛レギュラーガソリン